# Leptosciarella helvetica
Leptosciarella helvetica är en tvåvingeart som först beskrevs av Hans-Georg Rudzinski 1992.  Leptosciarella helvetica ingår i släktet Leptosciarella och familjen sorgmyggor.
Artens utbredningsområde är Schweiz. Inga underarter finns listade i Catalogue of Life.